# Страстната седмица
Страстната седмица (наречена още Седмицата на страданията, Велика неделя) е последната седмица от земния живот на Иисус Христос. На старобългарски страст означава страдание. По тази причина дните на Христовите страдания след влизането му в Йерусалим за Пасха до неговата смърт и оплакването му са наречени страстна седмица.
Всеки ден от тази седмица се нарича велик: Велики понеделник, Велики вторник и така нататък до Велика събота, освен петък – Разпети Петък. Според православния календар тази седмица завършва в навечерието на Великден – денят, в който се празнува Христовото възкресение.

## Седмица на страданията
Седмицата е последната от Великденския пост и на всеки един ден от нея се извършват специални служби от църквата.
Според еврейските вярвания денят завършва със залеза на Слънцето и тогава започва следващият ден.

### Велики понеделник
Иисус Христос влиза в Йерусалимския храм и го намира пълен с търговци. Божият Син изгонва търговците, защото храмът е дом за молитва, а не продавалник. В Евангелието се говори за проповедта на Иисус в храма и изреченото над безплодната смоковница – символ на човешката душа, която не позволява молитвата, покаянието и не носи духовни плодове.

### Велики вторник
Христос изобличава фарисеите, садукеите и книжниците, проповядва в храма и дава своите последни нравствени наставления; разказва притчите за почит към Цезаря и за възкресението на мъртвите, също за Страшния съд и края на света, за 10-те мъдри девици, очакващи идването на Господа. Христос прави пророчества за съдбата на град Йерусалим. 

### Велика сряда
Христос е във Витания, източно предградие на Йерусалим, в дома на фарисея Симон, където е посетен от покаяла се грешница. Католическата традиция в течение на дълго време я отъждествява с Мария Магдалина. Тя измива със сълзи и намазва краката на Христос с драгоценно миро, а в притеснението си счупва съда с мирото и го излива на главата му, като по този начин го приготвя за погребение. Юда Искариотски решава да предаде своя Учител за 30 сребърника.

### Велики четвъртък
Според еврейските вярвания денят завършва със залеза на Слънцето и тогава започва следващият ден. Така Велики четвъртък започва от сряда привечер. Същата вечер се провежда Тайната вечеря на Божия син с Апостолите, затова тя се числи към Велики четвъртък. В началото на вечерята Христос измива краката на учениците си в знак на крайно смирение. Още преди това Той е изпратил в Йерусалим апостолите Петър и Йоан, които приготвят пасхална трапеза с незаквасен хляб и вино. По време на вечерята Христос им казва, че един от тях ще Го предаде. Юда излиза и Го предава, а през нощта срещу четвъртък Христос се моли в Гетсиманската градина до идването на предателя и залавянето Му.
Иисус Христос е изправен на съд пред юдейския Синедрион. Той отказва да отрече, че е Син Божий, и го осъждат на смърт заради твърденията му, че е „цар на юдеите“. Тъй като не могат да изпълнят присъдата без да е утвърдена от Рим, изпращат Христос на съд при римския наместник на провинция Юдея прокуратор Пилат Понтийски. Съгласно римския закон предявяването на иск за царска титла е опасно престъпление. На въпроса на Пилат „Ти цар ли си на юдеите?“ Христос отговаря „Ти го каза“. Това словосъчетание в еврейската реч има положително-констативен смисъл. Отговорът на Иисус е приет за положителен и че като Бог има власт над всички царства. По време на изпитанието на Иисус жената на Пилат му пратила слуга да му каже: „Не правете нищо на Този Праведен, защото днес насън много пострадах за Него!“ Пилат го изпраща при тетрарх Ирод Антипа – юдейски управител на областта Галилея, от която е Христос. Ирод облича Иисус в бели дрехи (символ на кандидат за почетна длъжност) и го връща на Пилат. С това показва, че го възприема само като забавен претендент за юдейския престол и не го счита за опасен престъпник. Вероятно точно така Пилат разбира Ирод, тъй като споменава пред първосвещениците, че Ирод не е открил в Иисус нищо достойно за смърт.

### Разпети петък (Велики петък)
Денят на великите страдания на Иисус. Наричан е Велики петък и Разпети петък.
Пилат заявява и пред тълпата, че Христос не е виновен и нарежда на войниците си да го малтретират, за да предизвика съжаление сред хората с вида си. Показва го 2 пъти пред народа и предлага да го пусне според обичая. Тълпата обаче отказва и с викове „Разпни го!“ иска смъртта му. Опасявайки се от бунт, Пилат Понтийски потвърждава смъртната присъда, която е произнесена пред народа.
Христос е поруган от войниците на Пилат и тълпата и приема смирено съдбата си да бъде унижаван, обруган, бичуван, бит с плесници, накичен с венец от тръни на главата, нарамен и принуден да носи при изкачването към лобното си място тежкия кръст, на който ще бъде разпънат. Разпънат е на Голгота между двама разбойници и издъхва в мъки. Станало слънчево затъмнение и земетресение.

### Велика събота
Ден на оплакването и погребението на Исус Христос от майка му Света Богородица и жени, носещи миро; гробът му е запечатан и пред него е поставена стража (вечерта в петъчния ден; тогава църквата отслужва Опело Христово).

## Светлото Възкресение
След Страстната седмица идва светлото Христово възкресение – Великден. Отново службата започва през нощта. Неделният ден е „започнал“ от залез слънце на съботния ден. След полунощницата в църквата свещеникът изнася светлината и призовава вярващите да дойдат и вземат светлина от незалязващата светлина, понеже Христос е възкръснал.

## Български християнски традиции
В българската домашна православна традиция всеки от дните на Страстната седмица се отбелязва по особен начин: 
- Първите 3 дни (Велики понеделник, Велики вторник и Велика сряда) са отредени за почистване на къщата, двора и стопанските постройки, за миене и къпане на децата, като на тази рутинна дейност се придава символично пречистващ характер – прави се за здраве.

На Велики понеделник според църковните канони не може да се ругае, забранени са нецензурният език и нечистите мисли. Може да се яде хляб, зеленчуци и плодове, но някои вярващи спазват строг пост и прекарват понеделника без храна. Пеенето и танците на този ден са грях. В миналото на този ден са се подготвяли и дървата за огрев, както и храната за животните за една седмица напред.
На Велики вторник християните си спомнят притчите за пришествието на Христос, десетте девици и талантите. Във вторник най-често се приключва с кърпенето, прането и гладенето на дрехите. Подготовката за празника продължава не само с подготвянето на  дрехи. В славянската традиция от този ден започва подготовката за празничната великденска трапеза. Купува се храна за Великден, избира се покривка за празничната трапеза и кърпа, с която ще се отиде на великденската служба. На този ден е позволено да се яде топла храна без масло. Велики вторник е ден за учение. Хората се стараят да правят колкото се може повече добрини. Отказват се забавление, танци и пеене.
На Велика сряда обичайно се приключва с ремонта на дома и се извършва леко почистване – измиване, смяна на завесите с чисти и други. В сряда се приготвят яйца за боядисване за Великден. Вярва се, че яйцата, закупени на този ден, няма да се развалят дълго време. На този ден се пие вода без масло. Хората може да се изповядат в църквата.  Децата в Родопите берат в горите здравец и го правят на китки, които подаряват на следващия ден на близки и съседи за здраве.
- На Велики четвъртък християните си спомнят как в този ден (сряда вечерта) Юда предава Христос за 30 сребърника. В сряда вечерта се приготвя т.нар. „четвъртъчен сапун“ – чисто блокче сапун, което се оставя извън прага. След това на сутринта членовете на домакинството се измиват с него. В четвъртък сутринта се започва с ранното къпане. Вярва се, че водата на този ден придобива лечебна сила, а къпането и молитвата помагат за запазване на здравето на цялото семейство през годината. Боядисват се великденските яйца от най-възрастната жена в дома, а с първото боядисано яйце се извършват различни обреди. В четвъртък е обичайно да се пекат козунаци. Който приготвя тестото, преди това трябва да се помоли и да изчисти мислите си, в противен случай няма да се получи. На този ден е обичайно да се причестява, както и да се поставят хляб и благословена сол на масата. Купуват се нови дрехи за децата. Препоръчва се обаче да не се дават пари, тъй като това напомня за предателството на Юда. По традиция в четвъртък се спазва строга забрана за работа. Според народните вярвания неспазването на забраната за работа ще предизвика градушки и гръмотевици. Това е първият от седемте светли четвъртъци, а последният е Възнесение (Спасовден).

- На Велики петък (наричан още Разпети петък) се ходи на църква и се минава под масата с плащаницата – голямо платно с изображение на тялото на Исус Христос в гроба. Според легендата Йосиф от Ариматея увива тялото на Исус Христос след неговите страдания и смърт на кръста в плащаница. Това е най-строгият ден от Страстната седмица. В памет на Христовите страдания е забранено да се приема храна. Яденето е забранено, докато не бъде изнесено на вечерната служба. Категорично са забранени женските занятия (предене, тъкане и т.н.), разпространено е половото табу. Вярва се, че „който се смее в петък, ще плаче цяла година“. В Западна България се украсяват боядисаните яйца с различни мотиви.

- На Велика събота обикновено се месят и пекат обредните великденски хлябове (но може и в петък или четвъртък). На този ден завършват боядисването на яйцата и събирането на великденската кошница. Жените посещават гробищата, преливат и прекадяват гробовете, палят свещи, раздават боядисани яйца, варено жито и хляб за душите на мъртвите. Възпоменава се погребението на Христос и победата му над смъртта в ада и влизането в рая. Вечерта се отслужва Света литургия, след която се оповестява благата вест за Възкресение Христово.